# Palazzo Grimani a Santa Maria Formosa

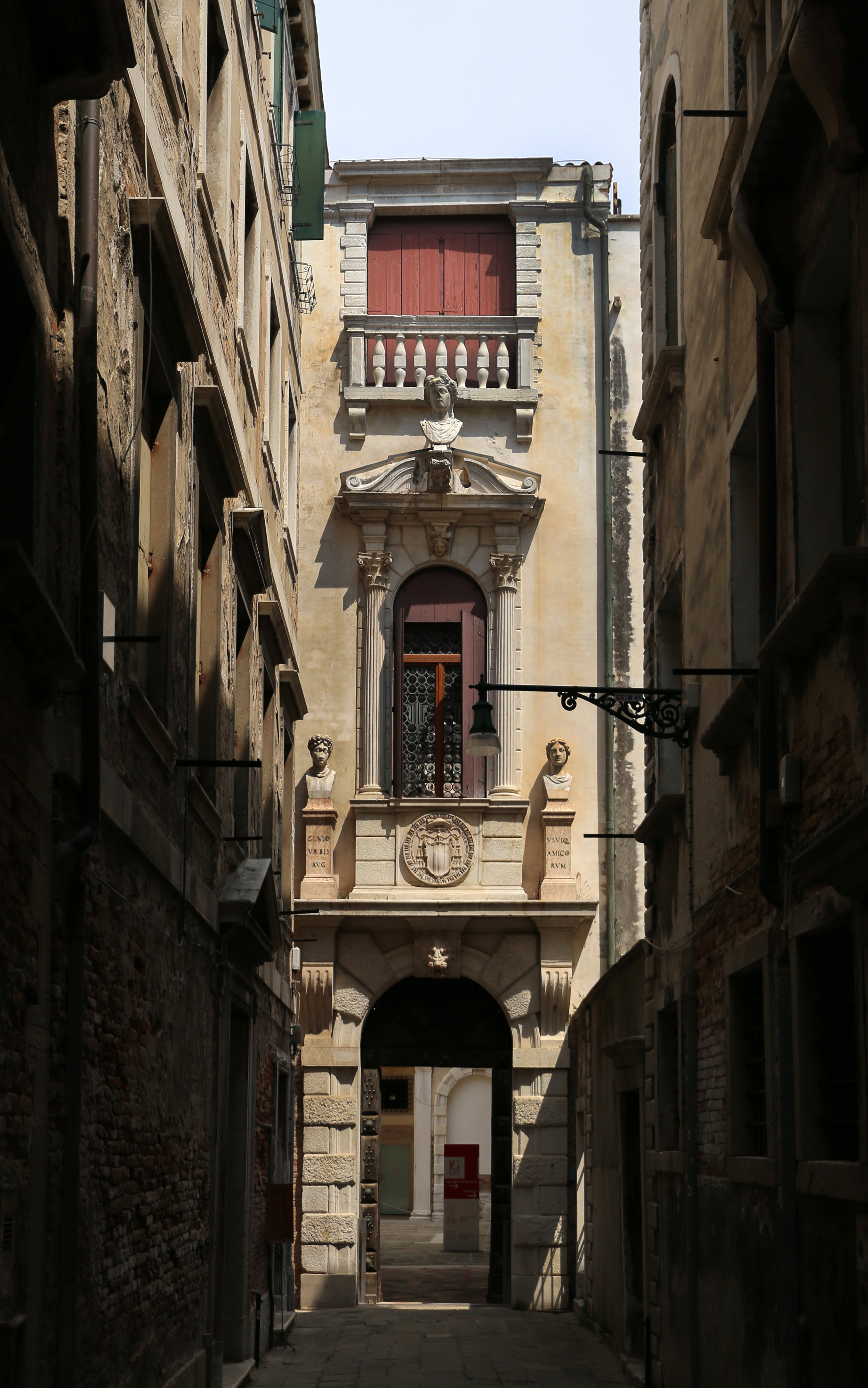
Eingang zum Palazzo Grimani a Santa Maria Formosa von der Ruga Giuffa aus

Palazzo Grimani a Santa Maria Formosa ist ein Palast in Venedig in der italienischen Region Venetien. Er liegt im Sestiere Castello mit Blick auf den Rio de San Severo und den Rio de Santa Maria Formosa in der Nähe der Kirche Santa Maria Formosa. Heute beherbergt der Palast ein staatliches Museum.

## Geschichte
Der Palast gehörte der Familie Grimani vom Zweig Santa Maria Formosa bis 1865 und ging dann durch mehrere Hände, bis ihn 1981 die Soprintendenza per i Beni Architettonici e Ambientali der Stadt Venedig im Zustand des starken Verfalls kaufte und er so in Staatsbesitz kam. Nach einer langen Restaurierungsphase öffnete dort am 20. Dezember 2008 ein staatliches Museum.
Das Gebäude, dessen alter Kern im Mittelalter am Zusammenfluss des Rio de San Severo und des Rio de Santa Maria Formosa errichtet wurde, kaufte Antonio Grimani, der 1521 Doge wurde, und vererbte es noch in den 1520er-Jahren an seine Neffen, Vettor Grimani, Procuratore de supra der Republik Venedig, und Giovanni Grimani, Patriarch von Aquileia, die das alte Gemäuer, inspiriert von den Architekturmodellen der Klassik, restaurieren ließen. Die beiden Brüder wollten dem Gebäude „moderne“ Formen verleihen und ließen es mit Ringen von Fresken und Stuck von großer Wirkung dekorieren. 1558 wurde Giovanni mit dem Tod von Vettore Alleineigentümer der Immobilie und veranlasste eine Erweiterung derselben mit Hilfe vieler Künstler, darunter Federico Zuccari, der die Verzierungen an der Monumentaltreppe schuf, und Camillo Mantovano, der an vielen Stellen Hand anlegte. Der Patriarch Giovanni Grimani baute als raffinierter Sammler seine Antikensammlung, die Skulpturen, Marmorstatuen, Vasen, Bronzen und Edelsteine enthielt, in den Sälen des Palastes auf. 1587 entschied er sich, seine Sammlungen von Skulpturen und Edelsteinen der Republik Venedig zu spenden. Nach seinem Tod wurden erstere im Saal der Biblioteca Nazionale Marciana systematisiert und bildeten den Kern der Sammlung des Museo Archeologico Nazionale di Venezia.

## Beschreibung
Die Restaurierung des Palazzo ermöglicht den Besuchern, die Räume in altem Glanz zu sehen, darunter die Kammer der Kallisto mit Stuckarbeiten von Giovanni da Udine, die Kammer des Apollon mit Fresken von Francesco Salviati und Giovanni da Udine, der Dogensaal, verziert mit Stuckarbeiten und bunten Marmorstatuen, der Saal der Blätter von Camillo Mantovano mit einer vollständig mit Obstbäumen, Blumen und Tieren bemalten Decke und die Tribuna, in der mehr als hundert Stücke der archäologischen Sammlung ihren Platz gefunden haben. Dort befindet sich eine skulpturale Figurengruppe mit dem „Raub des Ganymed“, die in der Mitte des mit Lakunen verzierten Gewölbes aufgehängt ist. Federico Zuccari ist höchstwahrscheinlich auch die Stuckverzierung mit dem grotesken Monster mit offenem Maul zuzuschreiben, die man im Kaminsaal sehen kann. Weitere Werke im Museum beziehen sich auf die Sammelinteressen der Familie Grimani. In der Kammer der Psyche kann man das Gemälde „Übergabe der Geschenke an Psyche“, einer alten Kopie des Originales von Francesco Salviati, bewundern, das bereits Mitte des 19. Jahrhunderts aus der Mitte der zerstückelten Holzdecke entfernt wurde.
Im zweiten Hauptgeschoss, in dem es keine Innendekorationen wie im ersten gibt, sind temporäre Ausstellungen untergebracht und kulturelle Veranstaltungen finden statt.
Der Palast ist für die Kunstgeschichte und die Geschichte der venezianischen Architektur ein einmaliges und wertvolles Element. Seien besondere architektonische Form, die Verzierungen voller Rätsel und unterschiedlichen Interpretationen, sowie die Familiengeschichte der Grimani a Santa Maria Formosa, sind noch heute leidenschaftliche Studien- und Forschungsthemen.

## Museumsroute
Von der Ruga Giuffa gelangt man über eine kleine Gasse (Ramo Grimani) über ein Marmorportal in den breiten Innenhof des Palastes, der durch eine beeindruckende Umstrukturierung geschaffen wurde, die in den 1660er-Jahren endete. Das ursprünglich mittelalterliche Gebäude in L-Form wurde in mehreren Phasen schon ab den 1630er-Jahren umgebaut und erweitert, und zwar von den Brüdern Vettore und Giovanni Grimani, inspiriert durch den antiken, römischen Domus-Stil im Klima der Renaissance. Die Loggien zieren klassische Statuen wie in den Sälen des Hauptgeschosses. Die Loggia vor dem Eingang zum Museum wurde vollständig mit Fresken von Pflanzen verziert und durch wunderschöne Körbe in Stuck ergänzt, die man ebenfalls bewundern kann.

### Monumentaltreppe
Zwischen 1563 und 1565 wurde das Tonnengewölbe der Treppe, die zum  Portego (Empfangssalon) im Hauptgeschoss führt, von Federico Zuccari, einem jungen Künstler der römischen Kultur, prachtvoll mit allegorischen Fresken dekoriert, die an die Tugenden des Klienten gemahnen, komplettiert durch Grotesken und Stuckreliefe mit mythologischen Kreaturen. Letztere sind die Reproduktionen einiger alter Kameen der Sammlung von Giovanni Grimani. Insgesamt gesehen kann die große Treppe an Großartigkeit allenfalls mit der Scala d’Oro des Dogenpalastes und der der Biblioteca Nazionale Marciana verglichen werden.

### Goldkammer
Dieser Saal verdankt seinen Namen den mit Goldfäden verzierten Bildwirkereien, die früher die Wände bedeckten. Hier können drei Stücke der Antikensammlung von Giovanni Grimani bewundert werden, die 1587 den Statuario Pubblico della Serenissima (heute Archäologisches Nationalmuseum) geschenkt wurden: zwei Büsten von Antinoos und ein Kopf der Athena. Die Gipsstatue der Laokoon-Gruppe ist eine sehr seltene Kopie der äußerst bekannten Skulptur aus dem 1. Jahrhundert v. Chr. Der Kardinal Domenico Grimani hatte von Jacopo Sansovino eine Bronzeskulptur dieser Gruppe zum Geschenk erhalten, wie Giorgio Vasari erzählt. Das Original der Skulptur, das 1506 in Rom in der Nähe der Titusthermen gefunden wurde, ist in den Vatikanischen Museen erhalten.

### Sala a fogliami

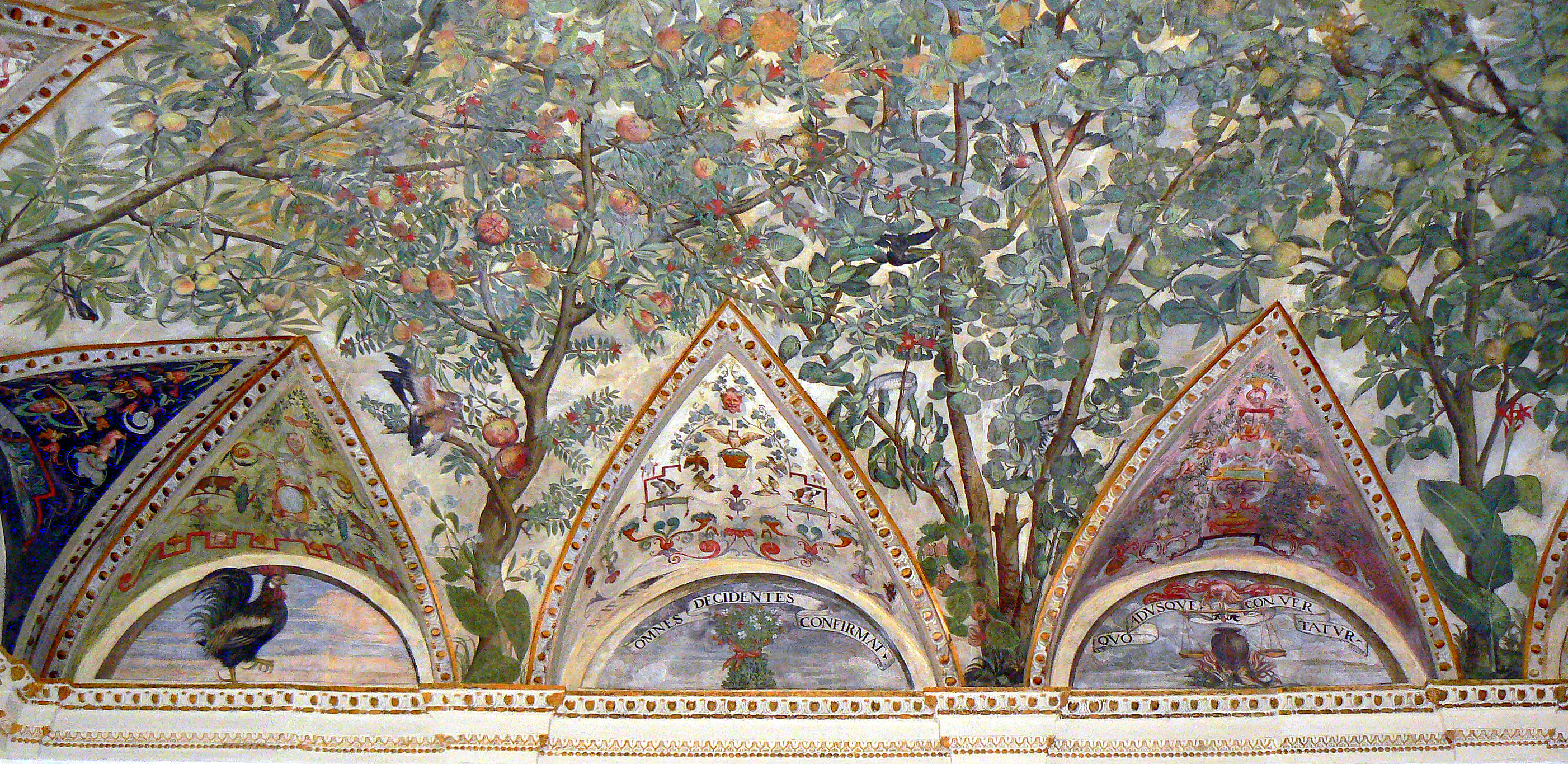
Sala a Fogliami (Detail)

Der Raum, der wörtlich übersetzt „Saal des Laubs“ lautet, wurde in den 1660er-Jahren von Camillo Mantovano gestaltet. Sein Name ist der spektakulären Verzierung der Decke geschuldet, die die Natur feiert: Eine Pergola voll von Pflanzen, Früchten und Blumen, ein dichter Busch, der von zahlreichen Tieren bewohnt wird, oft in Angriffshaltung und reich an symbolischen Bedeutungen. An den Lünetten über den Grotesken spielen vielleicht Figurenkomplexe in Form von Rebus auf den langen und schwierigen Prozess durch die Häresie an, die der Patriarch Giovanni Grimani erlitten hatte.

### Tribuna

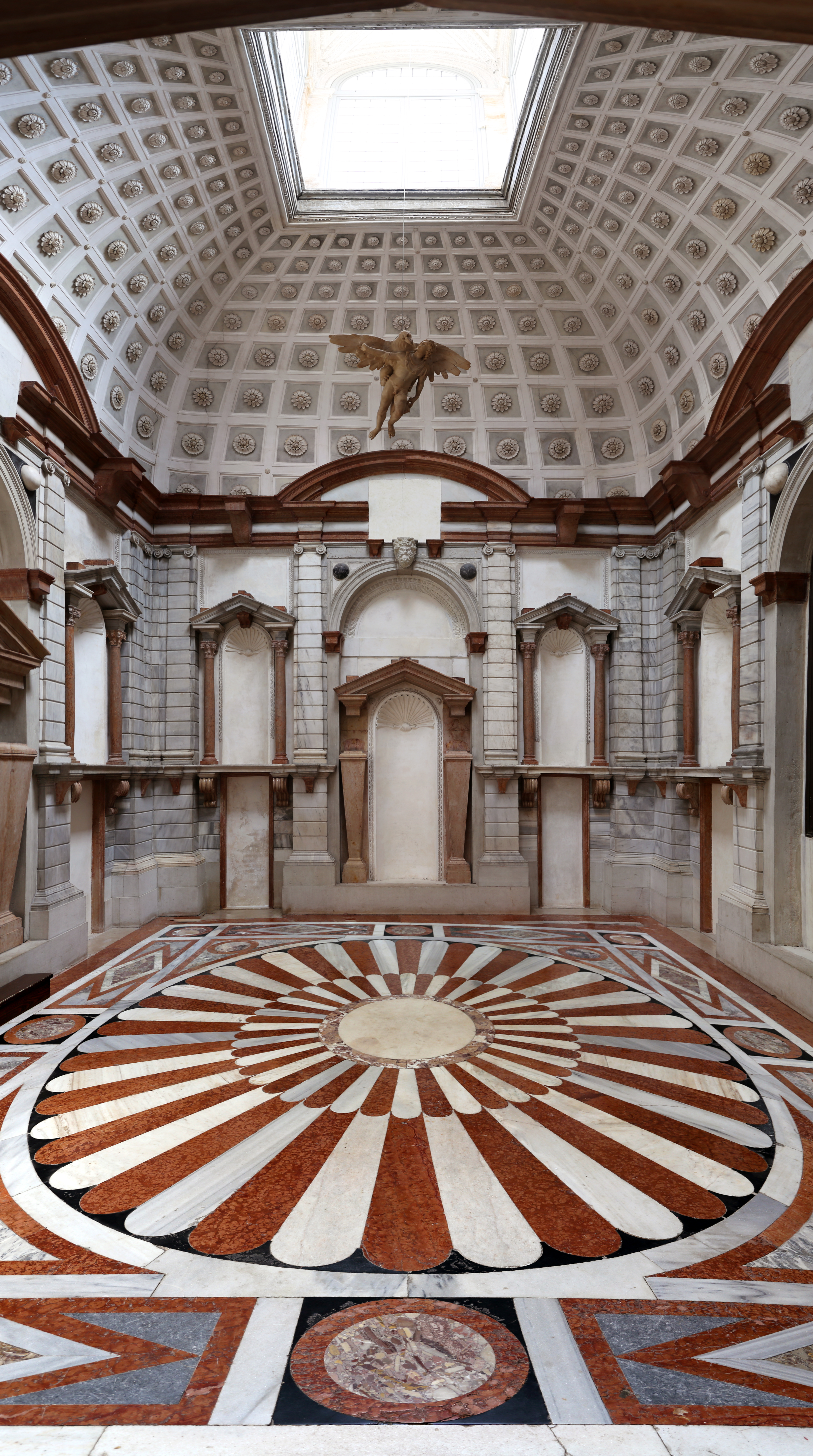
Tribuna

Die Tribuna wird auch Antiquarium oder Kammer der Antiken genannt. Ursprünglich beherbergte sie mehr als 130 antike Skulpturen, darunter die wertvollsten der Sammlung. Dieser außergewöhnliche Raum war früher auf drei Seiten geschlossen, von oben belichtet und inspiriert vom Pantheon; sie war der Dreh- und Angelpunkt und die ultimative Mitte des Weges entlang den Sälen, vor denen sie lag. Die Vielzahl der Inspirationsquellen lässt an eine direkte Beteiligung desselben Giovanni Grimani an der Planung denken. Die Skulptur mit der Ratte von Ganymed, die in der Mitte des Saales aufgehängt ist, ist eine römische Kopie eines späthellenistischen Modells und wurde nach der Restaurierung des Palastes an seine originale Position zurückgebracht.
Vom März 2019 bis zum März 2021 wurden zur Ausstellung „Domus Grimani“ in der Tribuna zahlreiche Skulpturen wieder aufgestellt, die in der Sammlung von Giovanni Grimani aus dem 16. Jahrhundert auftauchten.

### Klassizistisches Zimmer
Dieser Raum wurde so renoviert, dass er an das Schlafzimmer zur Hochzeit angepasst wurde, die 1791 zwischen der römischen Prinzessin Virginia Chigi und Giovanni Carlo Grimani gefeiert wurde. Zu diesem Zweck wurden zwei komfortable Umkleidezimmer in den Räumen hinter der Kaminwand umgestaltet. Die Deckendekoration, die vom veroneser Künstler Giovanni Faccioli ausgeführt wurde, gibt einige Passagen der alten Wandmalerei des Domus Aurea und der Aldobrandinischen Hochzeit originalgetreu wieder. Derzeit ist in diesem Saal La Nuda, ein Werk, das Teil des Freskenzyklus ist, den Giorgione 1508 an der Fassade der Fondaco dei Tedeschi ausführte.

### Speisesaal
Die markante Decke dieses Raumes, die mit Festonen aus Wild, Gemüse und Fisch im Wechsel mit floralen Bändern dekoriert ist, wurde von Camillo Mantovano und einem Mitarbeiter um 1567 geschaffen. Das Kompositionsschema mit dem durch Strahlen, die in der Mitte zusammenlaufen, in Segmente unterteilten Raum zeigt mit modernen Mitteln ein Modell, das in alten Dekorationen verwendet wird. Das Gemälde aus dem 17. Jahrhundert in der Deckenmitte, Der heilige Johannes tauft die Menge ist von der gleichnamigen Abbildung von Nicolas Poussin abgeleitet, das im Louvre ausgestellt ist. Laut Führern aus dem 19. Jahrhundert sollte dieses ein Gemälde ersetzen, das Giorgione zugeschrieben wurde und die Vier Elemente zeigte.

### Dogensaal, Vestibül und Kapelle

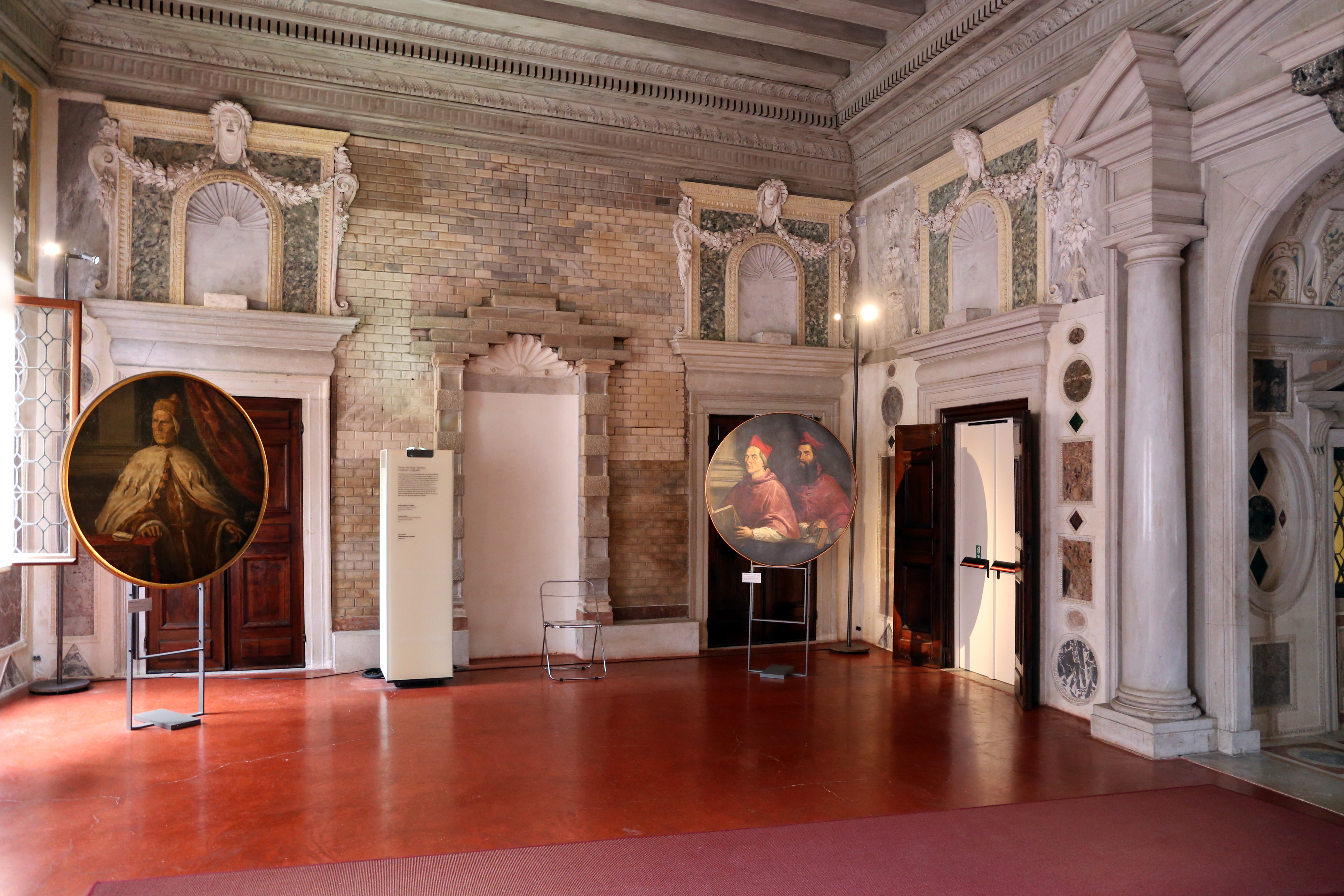
Saal des Dogen Antonio

Diese drei Räume wurden erst in der letzten Bauphase des Palastes geschaffen und 1568 fertiggestellt. In der Kapelle, die der Patriarch Giovanni Grimani für seine private Messfeier nutzte, wurde ein Altarbild aus dem 16. Jahrhundert, das Giovanni Contarini, einem Anhänger von Tizian, anstelle des Marmoraltars aufgestellt, der im 19. Jahrhundert entfernt wurde. Auf der Decke der Kapelle und des Vestibüls bereichern kurze lateinische Inschriften auch die Gerichtsverfahren des Patriarchen. Vom Fensterchen des Vestibüls aus kann man die Wendeltreppe sehen, vermutlich einer palladianistischen Erfindung. Im anschließenden Saal zeigt und stärkt eine Steinplatte über dem Kamin die Rolle von Antonio Grimani, des Großvaters von Giovanni Grimani und Dogen der Republik Venedig von 1521 bis 1523, dem der Saal gewidmet ist. Um die Bedeutung dieser drei Säle zu unterstreichen, sind die Wände und Böden vollständig mit Marmorplatten nach antikem Geschmack verziert. Viele davon, in der Römerzeit in Bithynien, in Griechenland oder in der Provinz Africa gewonnen, sind sehr wertvoll. In den Nischen über der Tür und über dem Kamin sind antike Vasen, Büsten und klassische Skulpturengruppen aufgestellt. Die Inszenierung zeigt eine Bronzebüste von Antonio Grimani und ein Ölgemälde auf Leinwand mit den Bildnissen berühmter Vorfahren.

### Kammer des Apollon
Die Kammern von Apollon, Kallisto und Psyche, die im mittelalterlichen Teil des Palastes liegen, wurden zwischen 1537 und 1540 von Künstlern des Manierismus dekoriert. Auf dem Gewölbe findet in einem Schema von der Decke eines römischen Grabes der Streit zwischen Apollon und Marsyas statt, über den die Metamorphosen von Ovid berichten. Die vier Episoden sind das Werk des Florentiners Francesco Salviati. Giovanni da Udine sind die Stuckarbeiten, die Figürchen klassischer Göttlichkeit, die Grotesken und die außerordentlichen Vögelchen zu verdanken. In der Lünette an der Wand im Hintergrund zielt eine allegorische Figurengruppe aus dem römischen Ambiente auf die Ursprünge und den Ruhm der Familie Grimani. Die einzige Skulptur, die dort aufgestellt wurde, ist der Kopf der Thalia, Muse der Komödie.

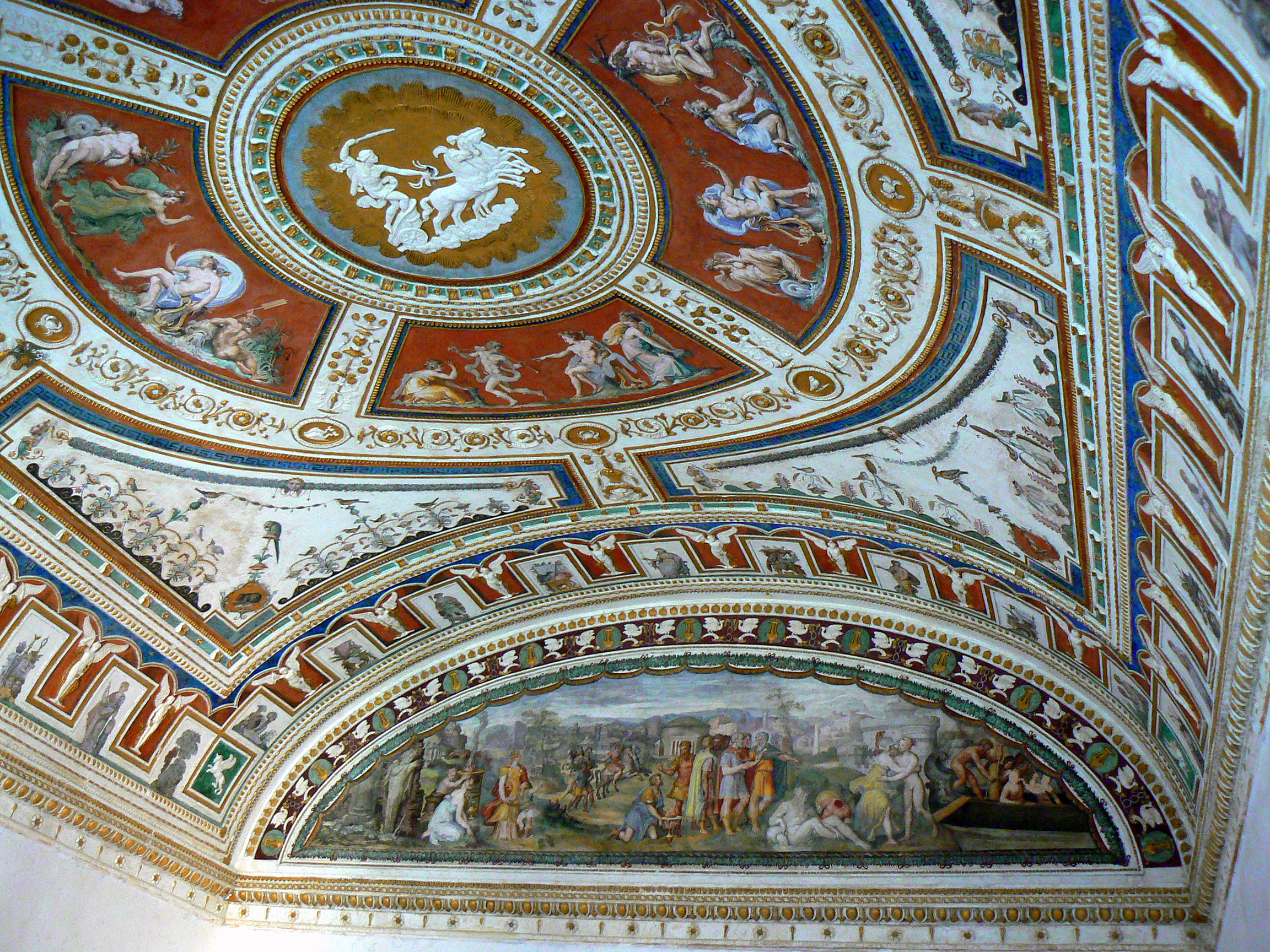
Apollonkammer

### Kammer der Kallisto
Wie die Kammer des Apollon verweist die der Nymphe Kallisto und der Geschichte ihrer Metamorphose geweihte auf den bekannten Text von Ovid. Die Geschichte entfaltet sich über fünf goldgerahmte Tafeln, von der ersten – an der vorderen Wand am Fenster –, wo die schlafende Nymphe von Jupiter geliebt wird, bis zum Epilog – in der Mitte der Decke –, in dem Kallisto und ihr Sohn Arkas zu Sternbildern werden. Giovanni da Udine, der an klassischen Ruinen die in Rom wiederentdeckte Technik des antiken Stucks studierte, zeigt an dieser Decke eine Probe seiner großen Fähigkeiten, indem er Tiere, tote Natur und zwölf Putten, die die Monate des Jahres symbolisieren, begleitet von vier Sternzeichen, schuf. Einige runde Spiegel in dem Stuck verschönern die Zusammenstellung und bereichern in Einklang mit der erzählten Geschichte die Sterne des Firmaments.

### Kammer der Psyche
Der große Raum, der durch eine im 18. Jahrhundert erbaute Mauer in zwei Abschnitte geteilt ist, hatte in der ursprünglichen Auslegung eine einzige Decke mit fünf Abbildungen aus der Fabel von Amor und Psyche, die Apuleius erzählt. Das achteckige Gemälde, das heute zu sehen ist, ist vermutlich eine Kopie des von Francesco Salviati 1539 geschaffenen Originals; es bildet das Zentrum der Zusammenstellung und zeigt Psyche, wegen ihrer Schönheit als Göttin verehrt. Auf den Seiten der Fenster sind Fragmente der Fresken mit Kandelabermotiven, die die Wände zierten und auf die 1630er-Jahre datiert werden.

### Kaminsaal
Der große, rechteckige Saal, der im ältesten Kern des Gebäudes liegt, wurde in den 1630er-Jahren renoviert. Ihn dominiert der großartige offene Kamin mit farbigen Marmorplatten darüber und mit großen Stuckverzierungen, wo Nischen und Konsolen weitere archäologische Stücke der Sammlung Grimani beherbergen. Die Eleganz der im Profil dargestellten Gesichter, die Qualität der Girlanden und der Früchte, sowie das erstaunliche Monster mit geöffnetem Maul, das man in der Mitte sieht, gemahnen an die Genialität und erfinderische Extravaganz von Federico Zuccari. An den Wänden sind wiederum Fragmente einer Freskendekoration sichtbar, die die Kolonnade des Hofes bereicherte.

## Ausstellung Domus Grimani 1594–2019

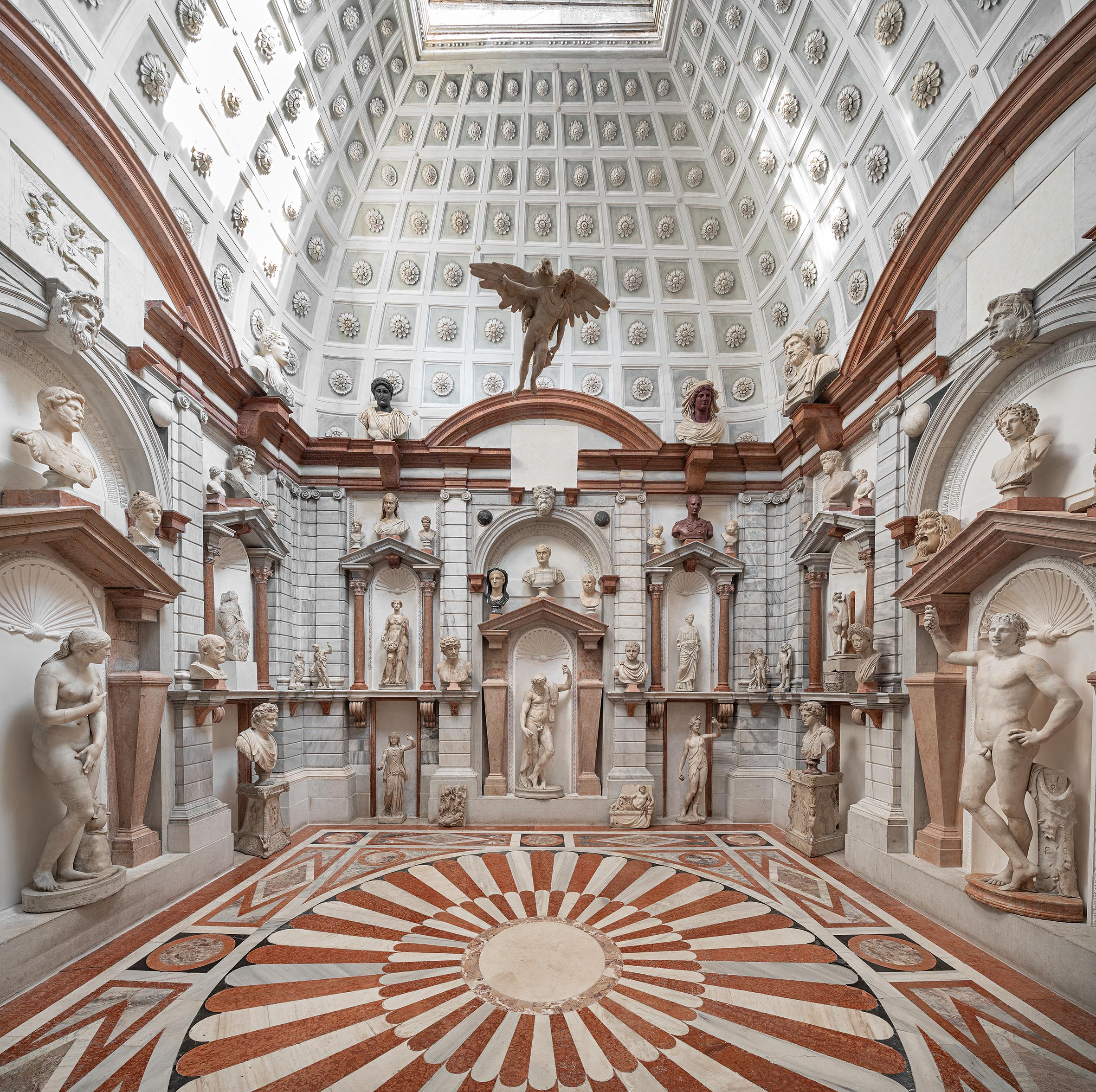
La Tribuna, eingerichtet für die Ausstellung

Am 7. Mai 2019 wurde die Ausstellung „Domus Grimani 1594–2019“ eröffnet, die die vorübergehende Rückkehr vieler künstlerischer Meisterwerke aus dem alten Griechenland, dem römischen Reich und der Renaissance aus der Sammlung von Giovanni Grimani feiert, ebenso wie Wiederaufstellung in den Räumen, wo sie sich bis zum Tod des Patriarchen befanden.
Der Gang durch die Ausstellung entwickelt sich durch die Säle (Goldkammer, Saal der Blätter, Antitribuna), die zur Tribuna durch ihren einzigen originalen Eingang führen.
Außer den Skulpturen des Museo Archeologico Nazionale di Venezia sind auch einige Einrichtungsgegenstände aus dem 16. Jahrhundert aus anderen venezianischen Museen und privaten Sammlungen ausgestellt, um ein aristokratisches Wohnhaus aus dem 16. Jahrhundert zu bereichern: Unter den bemerkenswertesten Werken findet sich ein Wandteppich aus der Manufaktur der Medici, entworfen von Francesco Salviati, zwei Holzschränke, bronziert von Jacopo Sansovino und Tiziano Aspetti, zwei Flügel in Bronze von Girolamo Campagna und ein Tisch mit antiken Marmor- und Lapislazuliintarsien, der der Familie Grimani gehörte.